# گایانه (باله)

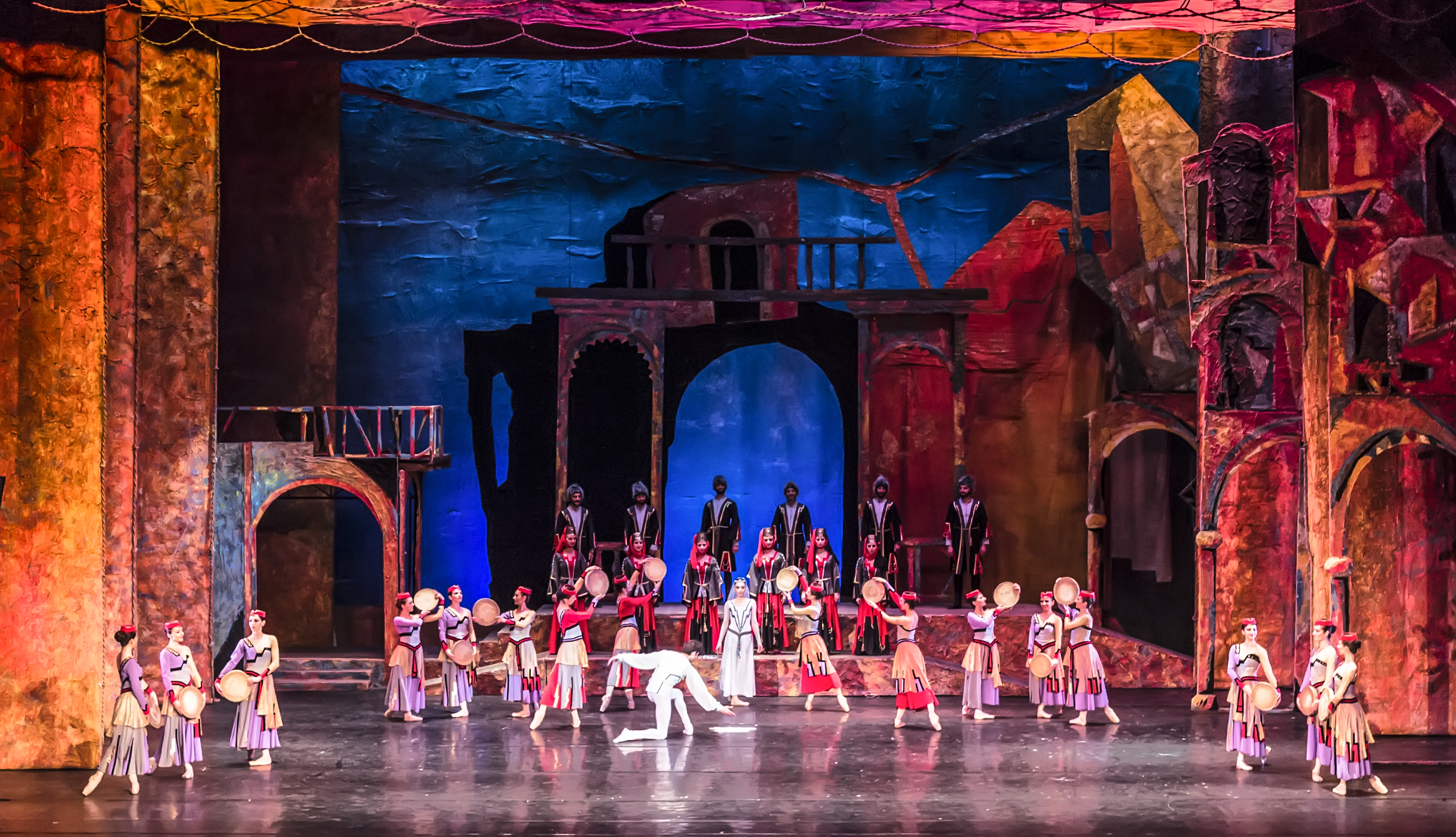
بالت گایانه سال ۲۰۱۲

بالۀ گایانه (ارمنی: Գայանե؛ انگلیسی: Gayane) در اوایل جنگ جهانی دوم، آرام خاچاتوریان نخستین طرح باله گایانه را تهیه کرد و تا سال ۱۹۴۲ آنرا به پایان رسانید. گایانه نخستین بار توسط آکادمی بالت لنینگراد در آن شهر اجرا شد و آرام خاچاتوریان به مناسبت این باله، به دریافت جایزهٔ استالین نائل شد.

## موضوع
موضوع این باله تصمیم قطعی و خوش‌بینی مردم شوروی برای پیروزی بر دشمن است. آرام خاچاتوریان در قطعات مختلف این باله زندگی یه کلخوز ارمنی را در حین برخوردهایی که بین شخصیت‌های مختلف پیش می‌آید تشریح و شکست ناپذیری آنرا در مقابل دشمن و تهاجم‌های پی در پی قطعی می‌شمارد. رویدادهای باله گایانه کوتاه زمانی از شروع جنگ چند روز پس از شروع آن به وقوع می‌پیوندد. قهرمانان این داستان مردم عادی روس –کشاورزان-کلخوزهای ارمنی و سربازان اعزامی به جبههٔ نبرد هستند. قسمت عمده‌ای از موسیقی پرشور این باله در اولین قسمت پردهٔ سوم در آنجا هستند که رقص‌های پرشور و آتشین کردها جلوه گری می‌کند، وجود دارد.

## سوئیت‌ها
سوئیت شماره ۱ شامل شش رقص است: رقص شمشیر، رقص عایشه، رقص دختران گل، رقص کردی، آهنگ لالائی، رقص کردهای جوان، واریاسیون آرمن و رقص لزگی.
سوئیت شماره ۲ شامل چهار رقص است: رقص روسی، اندانته آداجیو گایانه و و رقص آتش.
در سوئیت شماره ۱ گایانه و رقص شمشیر از حیث ریتم و رنگ آمیزی بسیار مهیج و قوی است. آهنگ لالائی که روح کاملاً شرقی دارد روی یک ترانه ارمنی بنا شده‌است.
در سوئیت شماره ۲ رقص روسی که با سازهای بادی آغاز می‌شود دارای ریتم قوی و نشاط آوری است. در آندانته آداجیو گایانه سازهای زهی اهمیت زیادی دارند و هر دو آهنگ محزون و خیال‌انگیز است. قسمت آخر- آتش– یک آهنگ بسیار قوی و مهیجی است.